# Droga (czasopismo)
Droga – polskie czasopismo literacke i kulturalne ukazujące się w Warszawie latach 1922–1937.
Początkowo dwutygodnik, od numeru 7 z 1923 miesięcznik „Droga” był redagowany m.in. przez Adama Skwarczyńskiego, Stanisława Vincenza i Wilama Horzycę. Działem literackim od 1928 kierował Józef Czechowicz. W piśmie publikowali m.in. krytycy i pisarze (Kazimierz Wyka, Ludwik Fryde, Juliusz Kleiner, Stefan Kołaczkowski, Konstanty Ildefons Gałczyński, Jerzy Liebert, Teodor Parnicki, Marian Piechal, Władysław Sebyła, Adam Ważyk, Józef Wittlin) i inni np. Konstanty Symonolewicz. Miesięcznik zawierał też omówienia i przekłady dzieł literatury europejskiej.
Ideowo pismo było bliskie sanacji. Głosiło program państwotwórczy, akcentując wychowawcze funkcje literatury i sztuki. Popierało instytucjonalne organizowanie życia kulturalnego, np. Polską Akademię Literatury.